# Zahn-Schläfergrundeln
Die Zahn-Schläfergrundeln (Odontobutidae) leben in Süßgewässern im Norden Vietnams, in China, Korea, Japan und im fernen Osten Sibiriens. Teilweise gehen sie auch in das Brackwasser von Flussmündungen. Die Familie wurde früher zu den Schläfergrundeln (Eleotridae) gerechnet. 
Zur Abgrenzung von anderen Familien der Grundelartigen (Gobiiformes) werden unter anderem folgende Merkmale genannt: Das Schulterblatt ist groß, die Tiere haben sechs Kiemenreusenbögen (wie bei Schläfergrundeln und den Xenisthmidae), ein Seitenlinienorgan fehlt. Zahn-Schläfergrundeln werden 6 bis 24 Zentimeter lang.
Die Fische leben bodenorientiert, ernähren sich carnivor und sind Substratlaicher. Das Gelege wird vom Männchen bewacht.

## Systematik
Es gibt über 20 Arten in sieben Gattungen:
- Gattung Microdous
  - Microdous chalmersi (Nichols & Pope, 1927).
- Gattung Micropercops Fowler & Bean, 1920
  - Micropercops borealis Nichols, 1930.
  - Micropercops cinctus (Dabry de Thiersant, 1872).
  - Micropercops dabryi Fowler & Bean, 1920.
  - Swinhonis Schläfergrundel (Micropercops swinhonis) (Günther, 1873).
- Gattung Neodontobutis Chen, Kottelat & Wu, 2002
  - Neodontobutis aurarmus (Vidthayanon, 1995).
  - Neodontobutis hainanensis (Chen, 1985).
  - Neodontobutis macropectoralis (Mai, 1978).
  - Neodontobutis ngheanensis Nguyen & Nguyen, 2011.
  - Neodontobutis tonkinensis (Mai, 1978).
- Gattung Odontobutis Bleeker, 1874
  - Odontobutis haifengensis Chen, 1985.
  - Odontobutis hikimius Iwata & Sakai, 2002.
  - Odontobutis interrupta Iwata & Jeon, 1985.
  - Odontobutis obscura (Temminck & Schlegel, 1845).
  - Odontobutis platycephala Iwata & Jeon, 1985.
  - Odontobutis potamophila (Günther, 1861).
  - Odontobutis sinensis Wu, Chen & Chong, 2002.
  - Odontobutis yaluensis Wu, Wu & Xie, 1993.
- Gattung Perccottus Dybowski, 1877Perccottus glenii

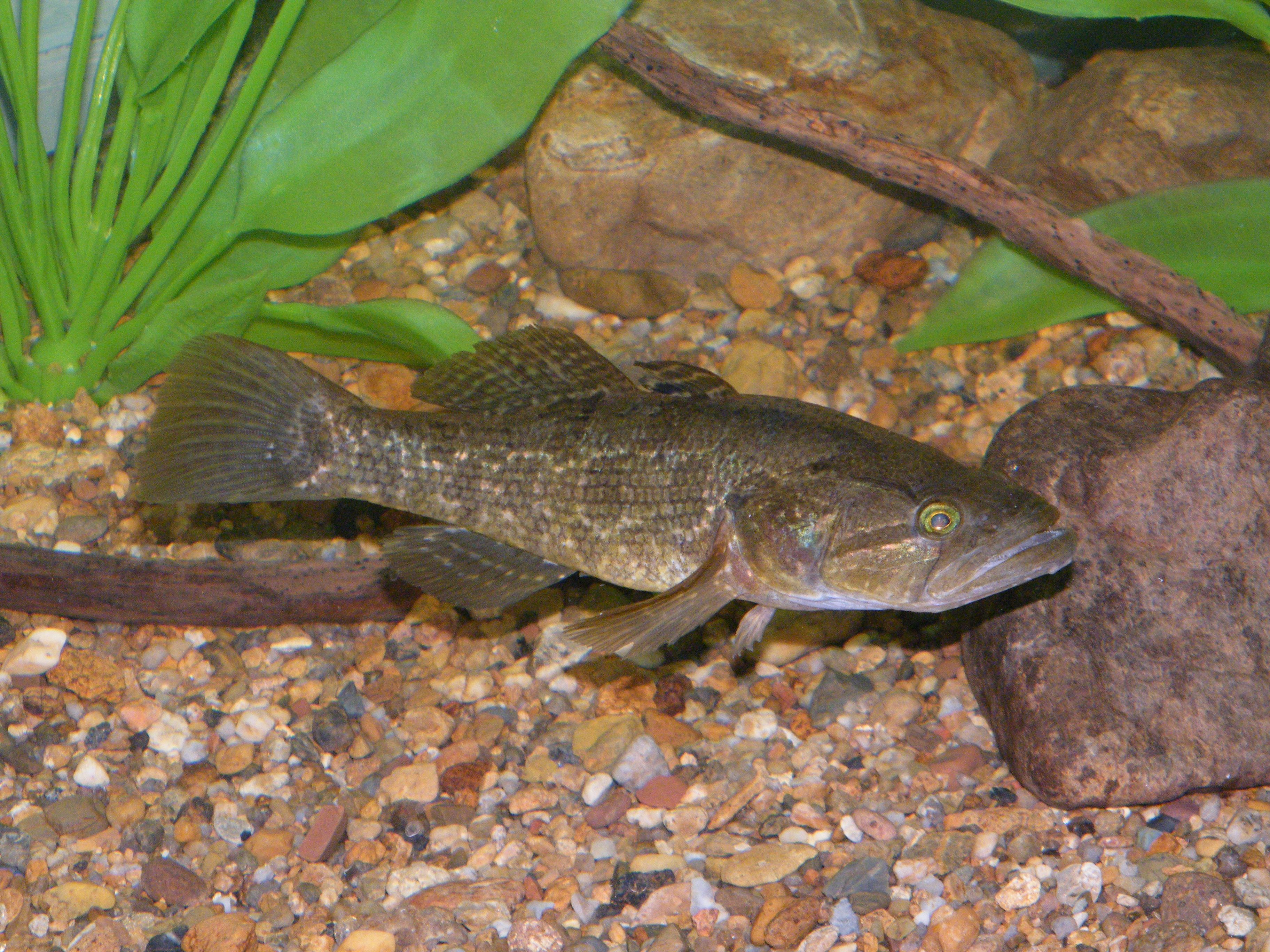
Perccottus glenii

  - Amur-Schläfergrundel (Perccottus glenii) Dybowski, 1877.
- Gattung Sineleotris Herre, 1940
  - Sineleotris namxamensis Chen & Kottelat, 2001.
  - Sineleotris saccharae Herre, 1940.
- Gattung Terateleotris Shibukawa, Iwata & Viravong, 2001
  - Terateleotris aspro (Kottelat, 1998).